# ABC Supply
ABC Supply Co., Inc. ist ein privates amerikanisches Dachdecker-Zulieferunternehmen mit Sitz in Beloit, Wisconsin. Es verkauft auch Fenster sowie Dachrinnen für Wohn- und Geschäftsgebäude und ist der größte Großhändler für Dacheindeckungen in den Vereinigten Staaten.

## Geschichte
Das Unternehmen wurde 1982 von Ken und Diane Hendricks gegründet. Es wuchs von einem einzigen Geschäft in Wisconsin auf über 700 Niederlassungen in 49 Bundesstaaten und einen Umsatz von über 12 Milliarden US-Dollar.
Anfang 2010 erwarb das Unternehmen Bradco Supply, seine bisher größte Akquisition. Der Jahresumsatz lag im Jahr 2020 bei über 12 Milliarden US-Dollar, womit das Unternehmen auf Platz 23 der Forbes-Liste der größten Privatunternehmen in den USA stand. Nach dem Unfalltod von Ken Hendricks am 21. Dezember 2007 wurde Firmenchef David Luck zum CEO ernannt. Luck ging am 31. Dezember 2013 in den Ruhestand und wurde durch Keith Rozolis ersetzt.

## Sponsoring
ABC Supply sponsert unter anderem das IndyCar-Rennen ABC Supply Wisconsin 250.